# Mario Villanueva Madrid
Pour les articles homonymes, voir Villanueva.
Mario Ernesto Villanueva Madrid (né à Chetumal, Quintana Roo, le 2 juillet 1948) est un homme politique mexicain, membre du Parti révolutionnaire institutionnel (PRI) et qui fut gouverneur de l'État de Quintana Roo de 1993 à 1999. Accusé de collusion avec les narcotrafiquants, et notamment avec le cartel de Juárez, il renonça à se re-présenter aux élections et entra en cavale. Il fut arrêté à Cancún, puis condamné à 28 ans de prison à Mexico avant d'être extradé aux États-Unis en mai 2010 pour y être jugé de nouveau.

## Biographie

### Fonctions politiques
Ingénieur agronome diplômé de l'Université autonome de Chihuahua, il a étudié à l'École supérieure d'agriculture de Ciudad Juárez dans le même État du Chihuahua. Élu président municipal de Benito Juárez, dans le Quintana Roo, district qui inclut Cancún depuis 1990, il fut ensuite élu sénateur fédéral en 1991. Deux ans plus tard, il fut élu gouverneur de Quintana Roo. On le connaissait en tant que proche du président Carlos Salinas de Gortari.
Il soutint alors le développement touristique de la Riviera Maya, au sud de Cancún. Vers la fin de la présidence d'Ernesto Zedillo, il commença à faire l'objet d'enquêtes, alors que la course à la succession conduisait à l'écarter des secrétaires généraux du PRI, Carlos Rojas Gutiérrez et Esteban Moctezuma, ainsi que du secrétaire du gouvernement Francisco Labastida Ochoa. Villanueva aurait tenté d'imposer le sénateur Jorge Polanco Zapata, choix bloqué au niveau national par Rojas et Moctezuma, qui lui préféraient la députée Addy Joaquín Coldwell. Pour éviter le triomphe de celle-ci, Villanueva se rallia à la candidature de Joaquín Hendricks Díaz.

#### Condamnation pour trafic de stupéfiants
Après l'élection présidentielle, les médias se firent l'écho de preuves impliquant le gouverneur dans le trafic de stupéfiants. On l'accusait notamment de favoriser le transit de cocaïne venant de Colombie via son État. Mexico envoya le sous-procureur Mariano Herrán Salvati en personne l'interroger au Palais du gouvernement de Chetumal, épisode qui vit ses soutiens manifester en face du Palais. Villanueva demeurait toutefois protégé par son immunité en tant que gouverneur, qu'il perdit à la fin de son mandat, le 5 avril 1999.
Deux jours auparavant, il avait décidé d'entrer dans la clandestinité, et demeura un fugitif pendant plusieurs années, vivant probablement au Belize pendant une période. Finalement, il fut capturé dans le village d'Alfredo V. Bonfil, dans le Quintana Roo, à bord d'une camionnette appartenant à l'ex-juge Manuel Chan Rejón. Des agents de la DEA accompagnaient les agents du procureur général du Mexique l'ayant arrêté. En sa compagnie se trouvait un ex-membre du PRI, Ramiro de la Rosa Bejarano, qui avait rejoint le Parti de la révolution démocratique (PRD), issu d'une scission du PRI.
Le 20 juin 2007, un juge de l'État de Mexico ordonna sa libération immédiate, étant donné qu'il avait déjà effectué en détention préventive la peine de 6 ans qu'il venait de recevoir: le juge l'acquitta à cette occasion des accusations d'association de malfaiteurs et de trafic de stupéfiants.
Sous le coup d'autres enquêtes, et d'une demande d'extradition de la part des États-Unis qui l'accusait d'avoir participé à l'introduction de stupéfiants aux États-Unis, il fut arrêté de nouveau immédiatement après avoir été libéré et remis en détention,,.
Le même mois, Ramón Alcides Magaña, le second du cartel de Juárez sous Amado Carrillo Fuentes (mort en 1997), est condamné à 47 ans de prison. L'enquête a établi qu'il avait mis en place une filière de transport de la cocaïne venant de Colombie qui transitait par un port de Quintana Roo (péninsule du Yucatán), près de Chetumal, avant d'être transportée par la route jusqu'aux villes frontalières de Reynosa et Nuevo Laredo (Tamaulipas), d'où elle partait pour le Texas. Ce trafic se faisait avec l'aide du gouverneur Mario Villanueva Madrid.
Le général Gonzalo Curiel García, responsable de la base aérienne militaire de Cozumel dans le même État (l'une des 18 bases aériennes du pays), décédé en 1995 dans un accident d'avion lors d'un défilé pour l'Indépendance, était également un proche d'Amado Carrillo.
La procédure d'extradition fut ordonnée par la justice mexicaine le 10 octobre 2007: ne restait plus que l'accord du Secrétariat des Relations Extérieures. Cinq jours plus tard, un juge lui octroya une suspension provisoire d'extradition, le faisant transférer à la prison de haute sécurité de l'Altiplano. L'autorisation d'extradition fut accordée le 7 novembre par le Secrétariat aux relations extérieures, Villanueva Madrid protestant en initiant une grève de la faim.
Le 4 juin 2008, un tribunal de Mexico, présidé par le juge Humberto Venancio Pineda, le condamnait à 36 ans et 9 mois de prison, assorti d'une amende et d'une peine d'inéligibilité de 26 ans, pour trafic de stupéfiants et blanchiment d'argent, sentence ultérieurement réduite à 28 ans. L'énoncé du verdict l'accusait notamment d'avoir travaillé avec le mafieux Ramón Alcides Magaña.

### Procès aux États-Unis
Le 8 mai 2010, il était extradé vers les États-Unis et inculpé à New York pour trafic de stupéfiants,. Il est accusé par les Américains d'avoir reçu 19 millions de dollars du cartel de Juárez afin de fermer l'œil sur leurs activités, 500 000 millions par cargaison transportée par le Quintana Roo.
Il est aussi accusé d'avoir blanchi de l'argent, notamment via la banque Lehman Brothers. En 2005, Consuelo Marquez, qui travaillait pour Lehman Brothers de 1995 à 2000, a plaidé coupable d'avoir aidé Villanueva Madrid à blanchir 11 millions de dollars et de l'avoir aidé à transférer les fonds pendant sa cavale.